# Associação Atlética São Paulo
O Associação Atlética São Paulo é um clube de natação, do remo, do voleibol e do basquetebol da cidade brasileira de São Paulo fundado em 26 de julho de 1914 às margens do rio Tietê e suas cores são o branco, o preto e o vermelho.
Entre os atletas ilustres do clube estão os nadadores Maria Lenk e Willy Otto Jordan, ambos da década de 1930.
Outros atletas associados ao clube que participaram dos Jogos Olímpicos são:
Estevam  João  Strata (1899-1973), remo, 1932, 1936
José  Ramalho (1901-1967), remo, 1932, 1936
Angelo Bonfietti "Angelim" (1926-2004), basquetebol, 1952, 1956, 2° lugar no Campeonato Mundial do 1954
Carlos Domingos Massoni "Mosquito" (*1939), basquetebol, 1960, 1964, 1968, 1972
Harry Forssell (1907-2006), natação, 1932; mais tarde foi o primeiro prefeito eleito pelo voto direto do Itanhaem (SP)

## Basquete
Em 1924, o clube foi um dos fundadores da Federação Paulista do Bola ao Cesto, atual Federação Paulista de Basketball, e ganhou o Campeonato da Capital de 1930 e foi vice desse competição nos anos 1929, 1931 e 1932.